# Kościół św. Juliana w Senglei
Kościół św. Juliana Szpitalnika (malt. Il-knisja ta’ San Ġiljan, ang. Church of St. Julian) – niewielki rzymskokatolicki kościół w Senglei (malt. L-Isla) na Malcie. 

## Historia

### Pierwsza kaplica
Jednym z najstarszych kościołów na Malcie jest, bez wątpienia kościół św. Juliana Szpitalnika w Senglei. Kaplica pod tym wezwaniem zbudowana została w 1311, kiedy Malta wciąż była pod rządami aragońskimi. Obok znajdował się również cmentarz. Świątynia powstała na miejscu znanym jako l-Għolja ta’ San Ġiljan (wzgórze św. Juliana), zaledwie kilka metrów ponad poziomem morza. W owym czasie okolica ta była z rzadka porośnięta drzewami oliwnymi. Uważa się, że kaplica ta była pierwszym budynkiem wzniesionym na półwyspie.

### Druga kaplica
Ponad 200 lat później, w 1522 zakon rycerzy szpitalników został po oblężeniu usunięty przez Turków z Rodos. W 1530 cesarz Karol V podarował Zakonowi Maltę. Ówczesny wielki mistrz zakonu Philippe Villiers de L’Isle Adam urządził na półwyspie teren do polowań, sadząc tam drzewka oliwne.
W marcu 1539 Fra Diego Perez de Malfreire, przeor Portugalii i główny inżynier wojskowy i architekt zakonu św. Jana, za aprobatą rady zakonu zburzył zrujnowaną kaplicę i odbudował ją według własnego planu i na własny koszt. Zostawił też zapis na jej utrzymanie. Kościół zachował średniowieczną orientację, miał też dwuspadowy dach z dzwonnicą typu bell-cot.

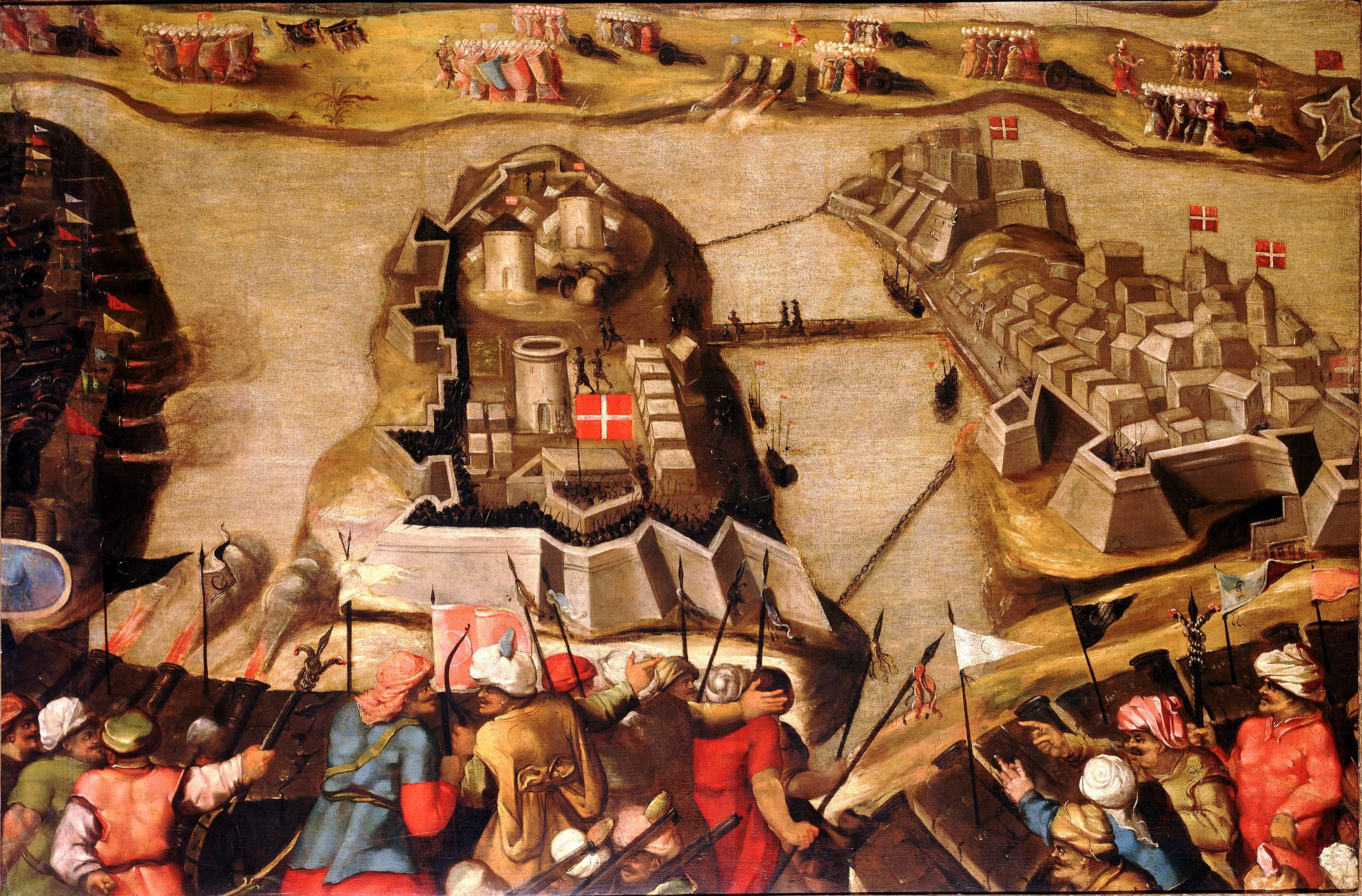
Obraz Matteo Pereza d’Aleccio (dziś w National Maritime Museum w Greenwich) przedstawiający atak Turków na fort Saint Michael (w centrum). Kościół św. Juliana widoczny pomiędzy rzędem budynków a mostem z Senglei do Birgu.

 Kościół z dwuspadowym dachem jest w rzeczywistości przedstawiony na freskach Matteo Perez d’Aleccio ukazujących wydarzenia oblężenia Malty w 1565.
 Wkrótce po wielkim oblężeniu populacja Senglei gwałtownie wzrosła, ale mieszkańcy musieli chodzić do Birgu, aby zaspokoić swoje duchowe potrzeby. 19 lutego 1575 papieski wizytator biskup Pietro Dusina wizytował kościół; przy tej okazji mieszkańcy Senglei zwrócili się do niego z prośbą, aby przydzielił księdza do kościoła św. Juliana. Prośba została spełniona. Kościół św. Juliana został w ten sposób ogłoszony kościołem wiceparafialnym parafii Birgu, a ks. Erazm Balzan był pierwszym wiceproboszczem w kościele św. Juliana. Był to pierwszy przypadek przydzielenia funkcji kościoła wiceparafialnego w diecezji maltańskiej. W 1577 w kościele założone zostało Bractwo Najświętszego Sakramentu. W 1580 rozpoczęto budowę znacznie większego kościoła Narodzenia Najświętszej Marii Panny, który w 1581 stał się kościołem parafialnym Senglei. Od momentu powstania parafii mieszkańcy Senglei korzystali z obecności księży zainteresowanych edukacją dzieci. W 1588 ks. Vincent Caruana, późniejszy drugi proboszcz parafii w Senglei, zebrał w kościele grupę młodzieży, i pomagał im w nauce na poziomie szkoły średniej. W rzeczywistości mały kościół św. Juliana stał się jedną z pierwszych szkół na Malcie.
2 listopada 1624 biskup Baldassare Cagliares oddał kościół zakonowi augustianów. Bracia ci pozostali tu tylko sześć miesięcy, wyjechali w maju 1625.

11 stycznia 1693 nawiedziło Maltę trzęsienie ziemi o sile 7,4 w skali Richtera. Większość domów w Valletcie została uszkodzona, a kilka kopuł kościołów na Malcie i Gozo zawaliło się. Poważne zniszczenia nastąpiły w Mdinie, której katedra częściowo się zawaliła. Wstrząs spowodował również poważne uszkodzenie kościoła św. Juliana.

## Aktualny kościół

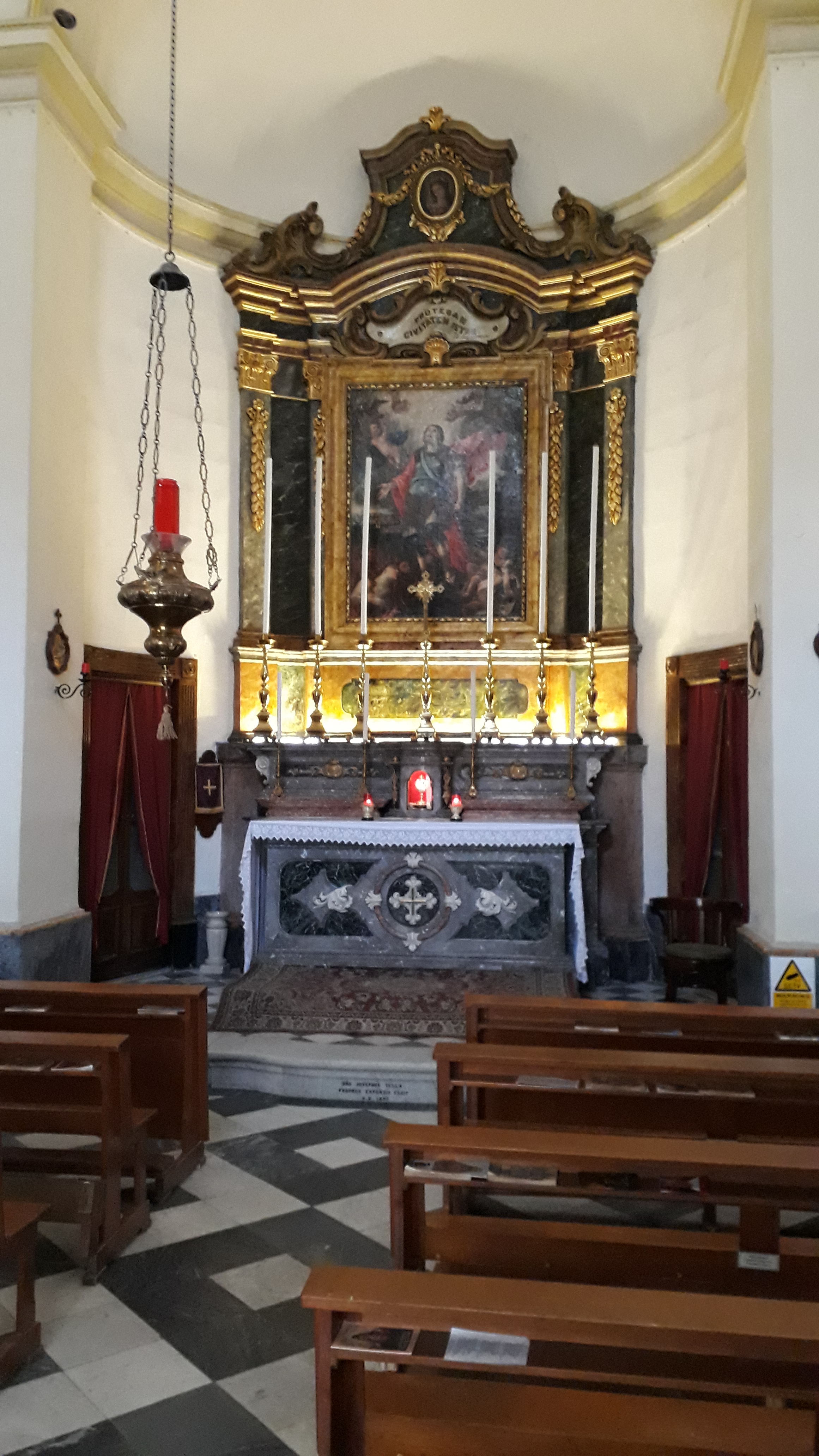
Wnętrze kościoła - ołtarz główny

W 1699, kiedy proboszczem Senglei był ks. Mikiel Testaferrata, zdecydowano rozebrać zrujnowany kościół św. Juliana. W 1712 całkowicie ukończono budowę nowej świątyni, której projektantem był Lorenzo Gafà (1639-1703).

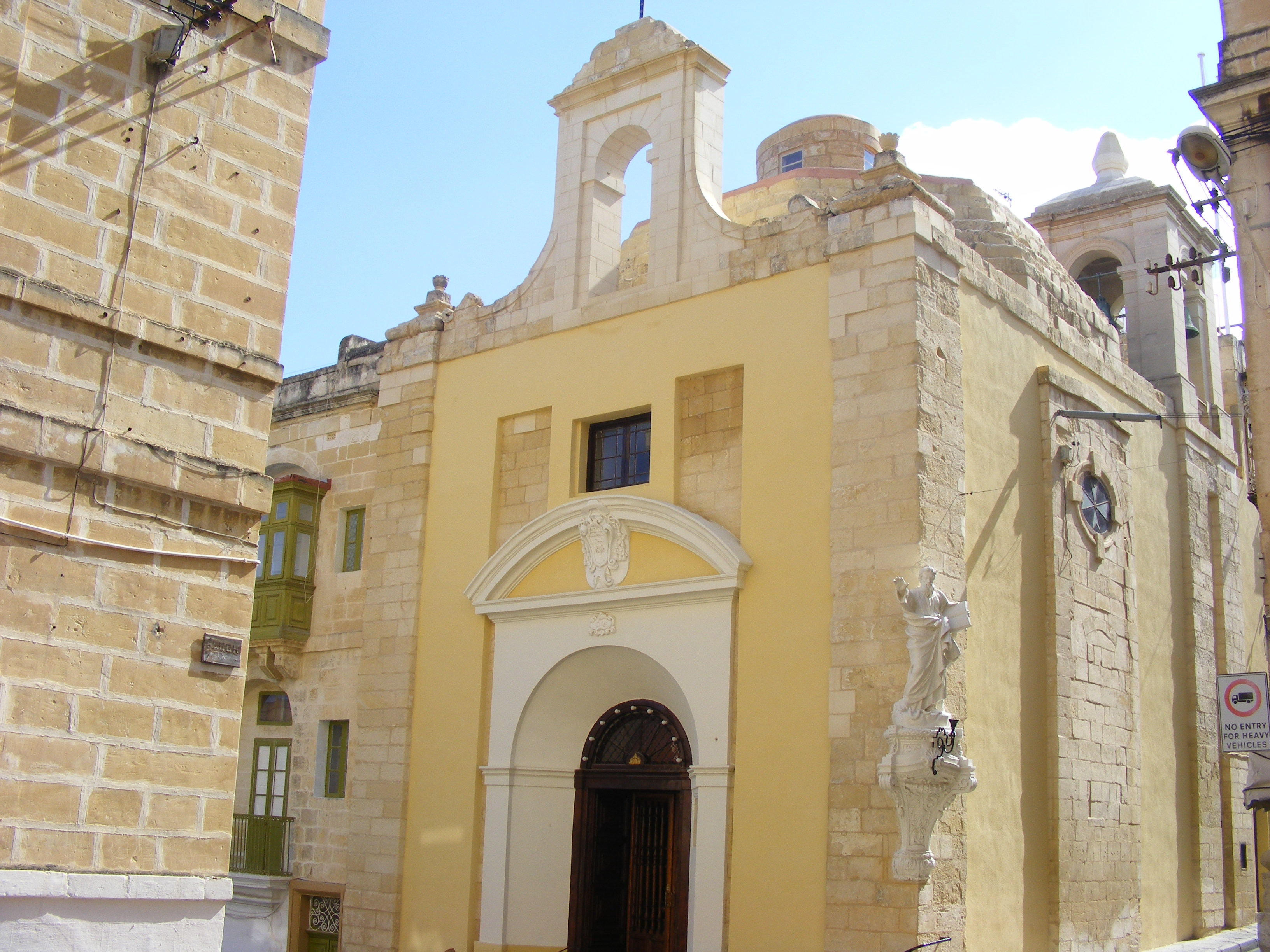
Fasada aktualnego kościoła

Po usunięciu starego łuku z dwoma dzwonami z fasady kościoła, w 1729 dobudowana została nowa dzwonnica, zaprojektowana przez urodzonego w Senglei Francesco Azzopardiego. W tym samym roku również powiększona została zakrystia.
27 stycznia 1730 biskup Paul Alphéran de Bussan odwiedził kościół, aby swoją obecnością uczcić tytularne święto św. Juliana. Przy tej okazji ogłosił św. Juliana specjalnym patronem Senglei, razem z Marija Bambina.
Podczas II wojny światowej kościół, podobnie jak inne budynki w Senglei, mocno ucierpiał od wrogich bombardowań.
W 1998 z powodu złego stanu rozebrano starą dzwonnicę, a następnie odbudowano ją zgodnie z pierwotnymi wymiarami i projektem.
W ostatnim czasie dokonano kilku napraw świątyni. W 2001 przeprowadzono gruntowną renowację wnętrza, a w 2003 odnowiono barokową ramę, otaczającą obraz tytularny, a także odrestaurowano obraz.     

## Architektura

### Wygląd zewnętrzny
W zaprojektowanym przez Gafà kościele zachowane zostały proporcje i projekt Malfriere'a w fasadzie budynku. Zbudowany w stylu doryckim kościół jest zwieńczony eliptyczną kopułą, na której szczycie znajduje się kamienna latarnia z oknami. Na fasadzie kościoła znajduje się herb biskupa Davide Cocco Palmieri oraz data roczna „1710”. Od strony Triq iż-Żewġ Mini kościół ma dzwonnicę. Jeden z dzwonów, wiszący od strony wschodniej, pochodzi z 1723. Wyprodukowany przez Alberto Bertuccelliego z Mesyny, był jednym z dwóch dzwonów znajdujących się w małej dzwonnicy, zbudowanej niegdyś na fasadzie kościoła. Pozostałe trzy dzwony zostały odlane w latach 1905–1906 przez Premiata Fonderia Daciano Colbachiniego z Padwy. Główne wejście z krótkimi schodami znajduje się od strony Triq San Ġiljan. Na narożniku kościoła znajduje się kamienna figura św. Pawła, którą w 1868 wyrzeźbił Anton Masuttil.

### Wnętrze
Obraz tytularny namalowany został w 1821 przez pochodzącego z Birgu Giovanniego Baptistę Bonomo (1776–1856).

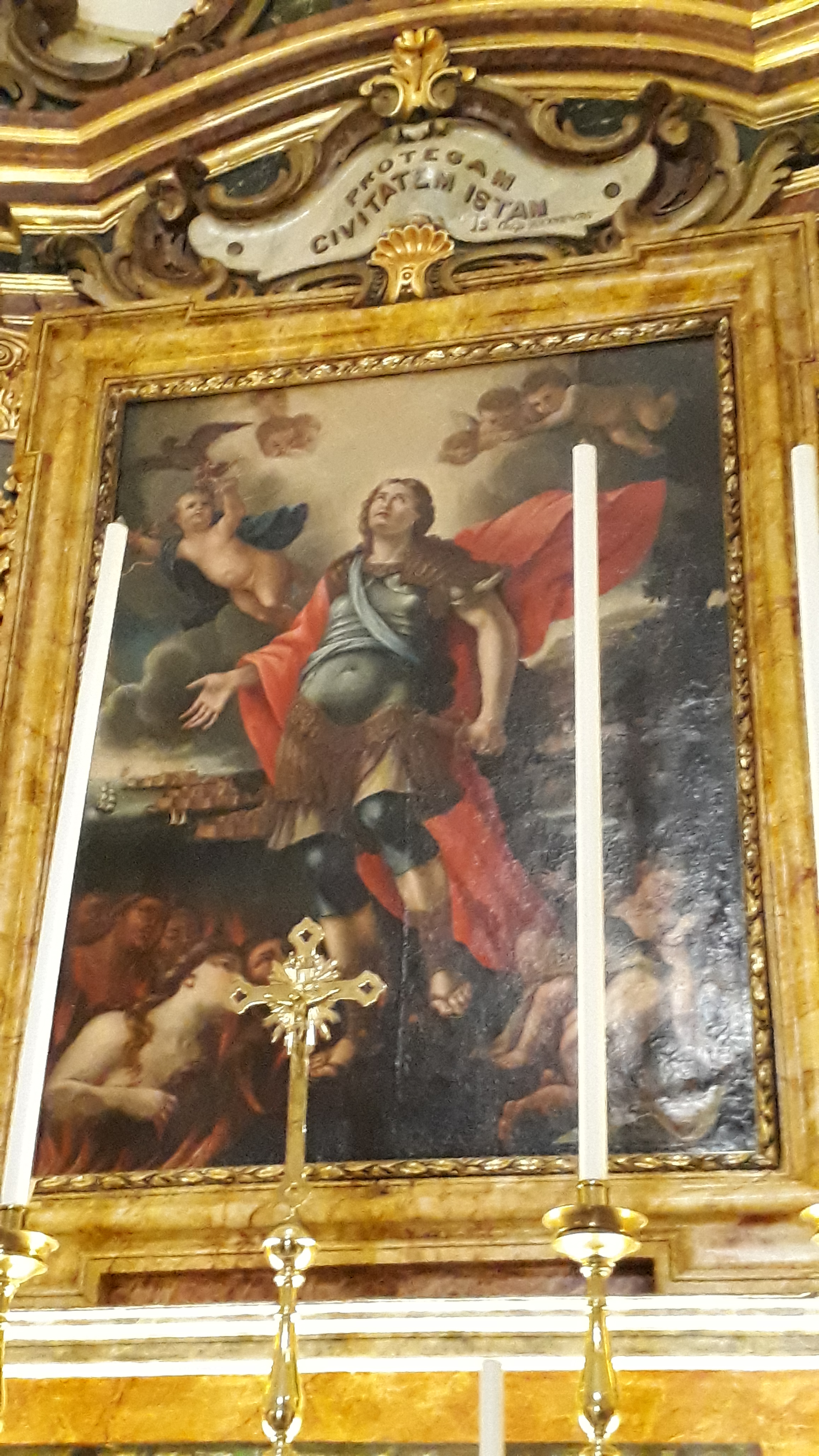
Obraz tytularny z 1821, pędzla G. B. Bonomo

 Przedstawia on patrona kościoła, św. Juliana w stroju rycerza. W tle widać panoramę fortu Saint Angelo i fortu Saint Michael. Obraz ten został umieszczony w artystycznym barokowym retabulum. W górnej części, nad obrazem, znajduje się ozdobny kartusz z cytatem z Księgi Izajasza (37, 35) „Protegam Civitatem Istam” (Otoczę opieką to miasto), odnoszącym się do opieki św. Juliana nad Sengleą, a ponad nim niewielki okrągły obraz Matki Bożej Wspomożycielki.

## Świątynia dzisiaj
W kościele nie są odprawiane regularne msze święte, lecz może tu być udzielany sakrament małżeństwa. Świątynia jest otwarta codziennie w godzinach 8–20, z możliwością adoracji Najświętszego Sakramentu. 
Święto patrona kościoła przypada 27 stycznia, zaś festyn kościelny urządzany jest corocznie w najbliższy tej dacie weekend. Szczególnie hucznie (dosłownie) obchodzą to święto myśliwi, których patronem jest właśnie św. Julian. Zbierają się oni przy kościele i oddają w powietrze salut ku czci świętego.

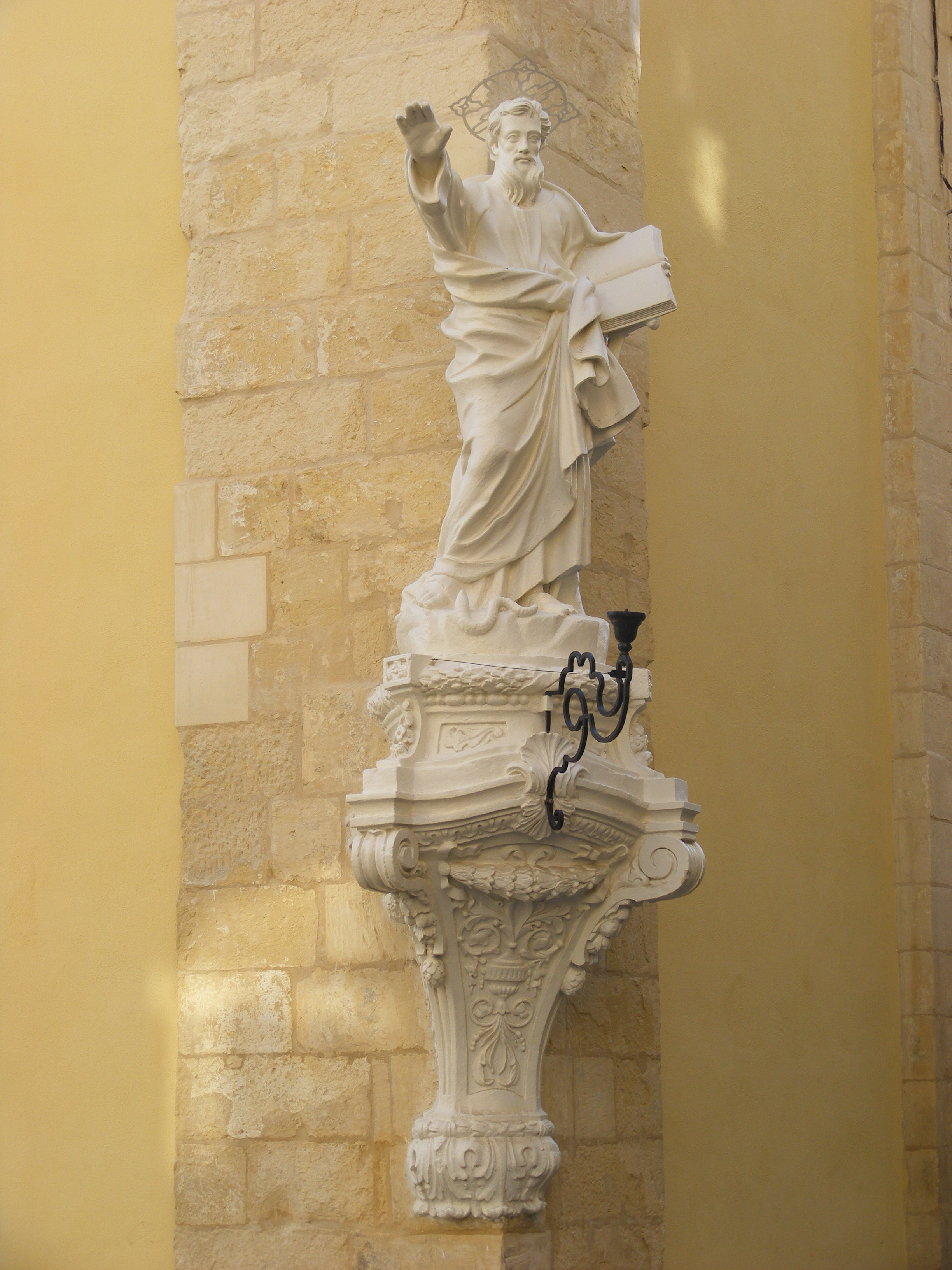
Figura św. Pawła na narożniku kościoła

## Ochrona dziedzictwa kulturowego
Budynek kościoła wpisany został 27 sierpnia 2012 na listę National Inventory of the Cultural Property of the Maltese Islands pod numerem 00690. Figura św. Pawła znajdująca się na narożniku kościoła umieszczona jest na tej samej liście pod numerem 00689. 